# Memoriał Alfreda Smoczyka 1962
XII Memoriał Alfreda Smoczyka odbył się 28 października 1962 r. Wygrał Henryk Żyto – czwarte zwycięstwo w Memoriale Alfreda Smoczyka.

## Wyniki
28 października 1962 r. (niedziela), Stadion im. Alfreda Smoczyka (Leszno)
| Msc. | Zawodnik                | Klub                 | Pkt |           |  |
| ---- | ----------------------- | -------------------- | --- | --------- |  |
| 1    | (10) Henryk Żyto        | Unia Leszno          | 12  | (3,3,3,3) |  |
| 2    | (9) Paweł Waloszek      | Śląsk Świętochłowice | 10  | (3,3,3,1) |  |
| 3    | (4) Mieczysław Połukard | Polonia Bydgoszcz    | 10  | (2,3,3,2) |  |
| 4    | (8) Joachim Maj         | Górnik Rybnik        | 7   | (3,w,2,2) |  |
| 5    | (7) Antoni Woryna       | Górnik Rybnik        | 6   | (3,1,1,1) |  |
| 6    | (2) Marian Kaiser       | Wybrzeże Gdańsk      | 6   | (2,0,2,2) |  |
| 7    | (3) Stanisław Sochacki  | Unia Leszno          | 6   | (2,2,2,w) |  |
| 8    | (11) Marian Rose        | Stal Toruń           | 5   | (2,0,3,0) |  |
| 9    | (6) Stefan Kępa         | Stal Rzeszów         | 5   | (0,1,1,3) |  |
| 10   | (1) Zdzisław Waliński   | Unia Leszno          | 5   | (2,2,1,d) |  |
| 11   | (12) Jan Kusiak         | Unia Leszno          | 3   | (1,1,0,1) |  |
| 12   | (5) Marian Spychała     | Stal Rzeszów         | 2   | (1,0,d,1) |  |
| 13   | (13) Norbert Świtała    | Polonia Bydgoszcz    | 1   | (0,1,0,0) |  |